# Mandalay Resort Group
Mandalay Resort Group fue un grupo empresarial que se especializaba en hoteles y casinos con sede en la ciudad de Las Vegas, Nevada. Sus propiedades principales incluían al Mandalay Bay, Luxor, Excalibur y Circus Circus, al igual que la mitad del hotel Monte Carlo. En términos de capitalización bursátil, era uno de los operadores de casinos más grandes en el mundo. Anteriormente era conocida como Circus Circus Enterprises o Empresas Circus Circus. Sus acciones se cotizaban en la Bolsa de Valores de Nueva York con el símbolo de "MBG".

## Historia
El 20 de marzo de 1995, Circus Circus Enterprises llegó a un acuerdo para adquirir Gold Strike Resorts, una propietaria y operadora de casinos de bajos presupuestos, en un acuerdo valorado en $600 millones. Durante la adquisición, la empresa Gold Strike Resorts con sede en Jean, Nevada operaba el Gold Strike Hotel and Gambling Hall, Nevada Landing Hotel and Casino, y Railroad Pass Hotel and Casino.
El 4 de junio de 2004, uno de los competidores principales del Grupo Mandalay Resorts, el MGM Mirage, anunció una oferta para adquirirlo a $68 por acción más asunción de deudas. Las acciones terminaron vendiéndose en $60.27 por acción el 4 de junio. Aunque la propuesta se anunció después del cierre de comercio el 4 de junio, el volumen de comercio en las acciones del Mandalay Resort Group ese día se cuadruplicaron más de lo normal con un cierre de acciones con el balance de cierra a $60.27 por acción. Las negociaciones entre los dos compañías incluyó en un momento un anuncio en el que la junta directiva del Mandalay rechazara la oferta debido a preocupaciones de antimonopolio. Sin embargo el 15 de junio de 2004, ambas juntas directivas llegaron a un acuerdo y revisaron la oferta a $71 por acción. El acuerdo llevó al MGM Mirage a pagar un monto de $4.8 mil millones y asumir $2.5 mil millones en deudas. La transacción fue completada el 26 de abril de 2005 por $7.9 mil millones.

## Los Hoteles y casinos adquiridos por MGM Mirage
- Circus Circus, Las Vegas, Nevada
- Slots-A-Fun Casino, Las Vegas, Nevada
- Circus Circus Reno, Reno, Nevada
- Colorado Belle Hotel & Casino, Laughlin, Nevada
- Edgewater, Laughlin, Nevada
- Excalibur, Las Vegas, Nevada
- Gold Strike Hotel and Gambling Hall, Jean, Nevada
- Gold Strike Resort, Tunica, Misisipi
- Grand Victoria, Elgin, Illinois
- Luxor, Las Vegas, Nevada
- Mandalay Bay, Las Vegas, Nevada
- Monte Carlo, Las Vegas, Nevada (Propiedad conjunta)
- MotorCity Casino, Detroit, Míchigan
- Nevada Landing Hotel and Casino, Jean, Nevada
- Railroad Pass Hotel and Casino, Henderson, Nevada
- Silver Legacy Resort Casino, Reno, Nevada (Propiedad conjunta)